# Bembrops greyi
Bembrops greyi är en fiskart som beskrevs av Poll, 1959. Bembrops greyi ingår i släktet Bembrops och familjen Percophidae. Inga underarter finns listade.